# Korytos (król Tegei)
Korytos (gr. Κορυτος, Korytos) – mityczny król Tegei. 
Jego pasterze odnaleźli na górze Partenion, porzuconego po urodzeniu, przez skazaną na śmierć Auge, małego Telefosa, karmionego przez łanię. Ci sami pasterze znaleźli też na tej górze porzuconego przez matkę Partenopajosa. Obaj chłopcy wychowali się na dworze króla Korytosa. O Korytosie nie wiadomo z jakiego rodu pochodził, w jaki sposób doszedł do władzy i ile lat panował. Sądząc po tym, że wyrok na Auge wydał jej ojciec, a zarazem król tegejski, Aleos, należy sądzić, że Korytos został królem Tegei niedługo potem. Wiadomo jednak, że następcami Aleosa na tronie Tegei byli jego synowie Cefeusz i Likurg. Panowanie Korytosa nie mogło więc być długie.